# Constant Ménager
Constant Ménager (Rouen, 15 d'abril de 1889 - Amiens, 19 de desembre de 1970) és un ciclista francès que fou professional entre 1907 i 1914 i el 1919. En el seu palmarès destaca una victòria d'etapa al Tour de França de 1909.

## Palmarès
- 1909
  - 1r a la Imola-Piacenza-Imola
  - Vencedor d'una etapa al Tour de França

### Resultats al Tour de França
- 1907. Abandona (7a etapa)
- 1908. Abandona (4a etapa)
- 1909. 7è de la classificació general i vencedor d'una etapa
- 1910. 18è de la classificació general
- 1911. 22è de la classificació general
- 1912. Abandona (4a etapa)
- 1913. Abandona (3a etapa)
- 1914. 34è de la classificació general
- 1919. Abandona (2e etapa)

### Resultats al Giro d'Itàlia
- 1910. Abandona